# Aigle de Verreaux
Aquila verreauxii
Espèce
Répartition géographique
Statut de conservation UICN

 LC  : Préoccupation mineure
Statut CITES
L'Aigle de Verreaux (Aquila verreauxii) ou Aigle noir (d'Afrique) ou aigle noir à dos blanc, est une espèce de rapaces diurnes appartenant à la famille des Accipitridae.

## Nomenclature
Cet oiseau est nommé en hommage au botaniste et ornithologue français Jules Verreaux (1807-1873).

## Répartition
Il vit de manière disparate en Afrique subsaharienne ainsi que dans le nord-est du Niger, l'est du Tchad, au Darfour, le sud-est de l'Égypte et la péninsule Arabique.

## Description
L'aigle de Verreaux est un très grand rapace, qui mesure entre 74 et 95 cm et pèse jusqu’à 6 kg. Il peut atteindre 2,20 m d'envergure. Son plumage est noir, avec une zone claire à la main. Au milieu du dos se dessine un motif caractéristique en "U" ou en "V". En vol, ce motif est relié au croupion immaculé par une raie blanche. La forme des ailes est aussi typique, avec une base et une main étroites, et un centre plus large (secondaires saillantes). Le bec est assez gros avec une base jaune, et une extrémité grise très crochue. Le cercle oculaire et les pattes sont également jaunes.
Le juvénile rappelle l'aigle royal adulte, mais il en diffère notamment par la forme caractéristique de ses ailes, mais aussi par une tête plus petite, un cou noir et plus long et une queue un peu plus courte. C'est une espèce où le caïnisme est systématique avec l'oisillon le plus fort qui tue le plus faible dans la nichée.
Le réserve naturelle du Cederberg, dans le massif montagneux du même nom en Afrique du Sud, héberge l'une des plus grandes concentrations au monde d'aigles de Verreaux qui y privilégient son grand nombre de falaises.